# Aubrey Beardsley
Aubrey Vincent Beardsley (Brighton, 21 agosto 1872 – Mentone, 16 marzo 1898) è stato un illustratore, scrittore e pittore inglese, piuttosto influente negli ambienti teatrali all'epoca di Oscar Wilde.
Fu profondamente influenzato dallo stile giapponese che era di moda in quegli anni: famose sono le sue illustrazioni in bianco e nero a campiture piatte per opere come Salomè.

## Vita

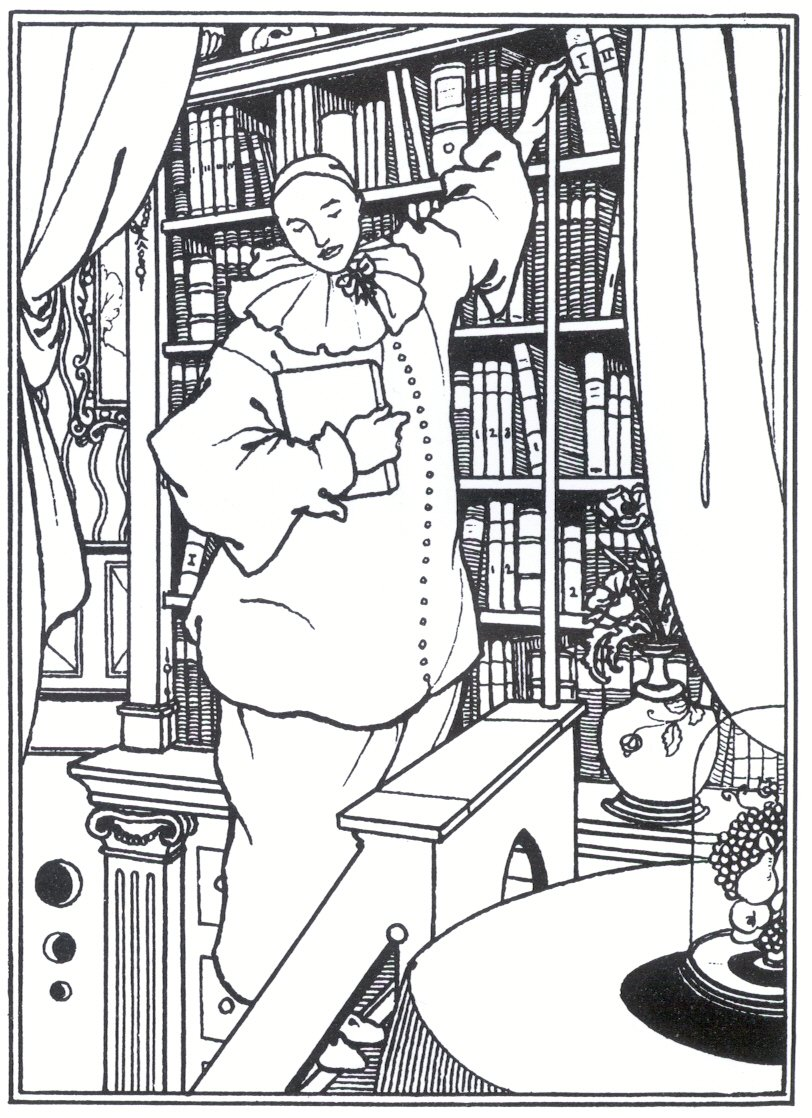
Copertina di un libro della serie Pierrot's Library, 1896.

Allineata con il modello estetico che vide in Oscar Wilde l'emblema, la vita di Beardsley fu improntata all'eccentricità ed al pubblico egocentrismo, al punto che ebbe a dichiarare: "Ho uno scopo: il grottesco. Se non sono grottesco, non sono niente." Oscar Wilde amava descriverlo come un uomo "dalla faccia come un piatto d'argento e con capelli verdi come l'erba". Tra le voci più insistenti riguardo alla sua vita privata vi sono quelle di omosessualità e di incesto con sua sorella maggiore, Mabel, da cui avrebbe avuto anche un figlio. Beardsley morì di tubercolosi a Mentone, in Francia, nel 1898, all'età di 25 anni. Molti affermano che fosse molto bello e che si vantasse assai di questo suo pregio.
I suoi genitori, Vincent Paul Beardsley (1839–1909) e Ellen Agnus Pitt (1846–1932), provenivano da famiglie abbienti, essendo il nonno paterno, Paul Beardsley, un ricco gioielliere di Clerkenwell, mentre quello materno, William Pitt, era un maggiore-chirurgo dell'esercito..

## Opere

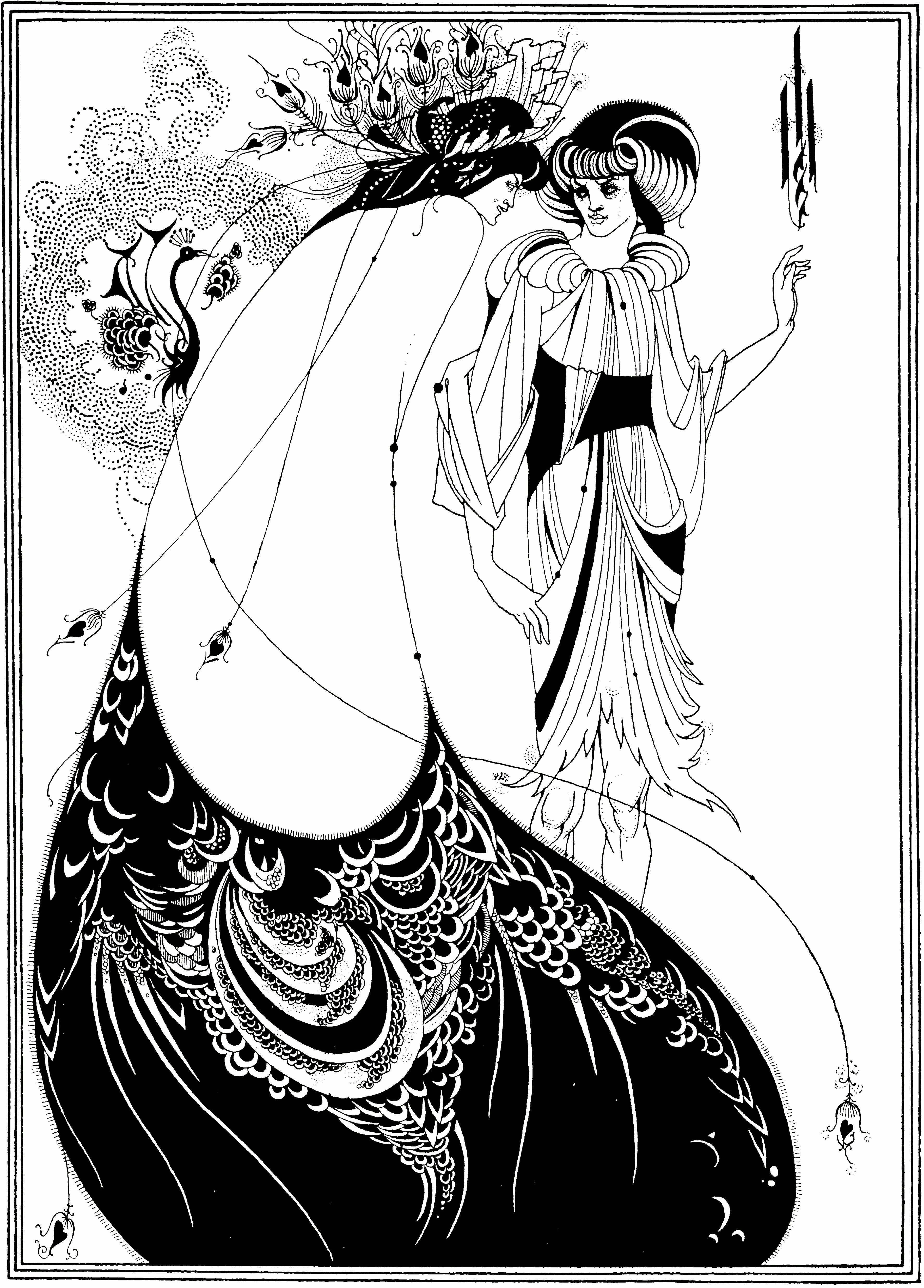
The Peacock Skirt, 1892.

Beardsley, come Rimbaud o Lautréamont, ha speso in un arco di tempo brevissimo, nemmeno ventisei anni (1872-1898), la sua vita di artista e come loro è stato folgorato dalle contraddizioni del suo tempo. Nasce nell'Inghilterra di fine Ottocento, sull'onda di un movimento che rifiuta i miti del secolo, in una nazione industrialmente matura, al centro di un sistema mondiale segnato da una sempre più stretta compenetrazione della civiltà occidentale con le altre antiche civiltà, in particolare con quella dell'Estremo Oriente. Inizia allora l'epoca dell'Imperialismo che segnerà un punto di svolta nella storia del capitalismo: a una società borghese caratterizzata da una miriade di centri indipendenti collegati fra loro dalla mano provvidenziale del mercato, ne succede un'altra nettamente diversa turbata da nuove e più profonde contraddizioni. Nel passaggio dall'una all'altra, la certezza cederà il posto al dubbio, l'armonia al discorde, la realtà al sogno, il naturalismo al simbolismo.
I sentimenti di Beardsley chiaramente preludono alla sensibilità del Novecento: il comico, il satirico, il giocoso, la fantasia liberata, l'onirico, l'incubo, la paura, l'orrido, il satanico, la morte, la gioia di vivere, l'amicizia, l'amore, il grottesco, la sessualità, la donna, il feto, la natura. Tutto ciò rappresentato in un contrasto fra nero e bianco, in una dialettica di linee marcate, in un leggero puntinismo, in figure ancora più presenti perché senza rilievo, in stilizzazioni e simbolismi, con riferimenti a motivi orientali, con esaltazione della linea astratta o con dovizia di particolari concreti. Tutta l'opera di Beardsley è caratterizzata dall'estremo impegno professionale, dallo studio del design, dallo sperimentalismo continuo.
Beardsley lavorò a lungo per la rivista Yellow Book, che raccoglieva l'opera di numerosi artisti e scrittori del tempo soprattutto ascritti al movimento estetico. Le sue opere furono spesso discusse, per le peculiarità stilistiche innovative e soprattutto per la sua tendenza alla perversione ed al grottesco, soprattutto nei soggetti erotici del periodo maturo. Beardsley fu sempre affascinato dalla storia e dalla mitologia, mutuando da esse la maggior parte dei suoi soggetti: ricorrenti sono le figure di Lisistrata e Salomè, ad esempio. La maggior parte delle sue illustrazioni furono realizzate ad inchiostro, con netti contrasti tra campiture nere e bianche, tra raffinati dettagli e linee pure.
Beardsley era amico di Oscar Wilde e nel 1893 illustrò la sua Salomè in occasione della prima in Francia. Lavorò inoltre per numerose riviste e quotidiani, tra cui The Savoy e The Studio oltre al già citato Yellow Book, e illustrò molti libri tra cui Le Morte d'Arthur di Thomas Malory, alcuni racconti di Edgar Allan Poe, una raccolta di storie su Pierrot e The Rape of the Lock di Alexander Pope. Come caricaturista, oltre alla sua opera per giornali e riviste, realizzò alcune scene sulla vita irriverente di Oscar Wilde. Tuttavia fu proprio la sua collaborazione artistica con Oscar Wilde, che in quel periodo fu incarcerato per sodomia, a sminuire la sua rispettabilità agli occhi delle società di allora e a portarlo al licenziamento da "Yellow Book". Dopo il licenziamento, la rivista subì un lento declino in quanto era Beardsley a caricarla della propria eccentricità. Venne pubblicata solo per altri 7 mesi.
Beardsley fu inoltre scrittore: sua è Under the Hill, un racconto erotico incompiuto basato sulla leggenda del cavaliere tedesco Tannhäuser che, dopo aver trovato la dimora sotterranea di Venere, si trattiene un anno a venerare la dea.

## Influenze successive
Profondamente influenzato dalle japaneserie che dilagavano nel suo tempo, Beardsley ebbe a sua volta una profonda influenza sui contemporanei e, in particolare, sui simbolisti francesi, sul Poster Art Movement della fine del XIX secolo e sul liberty con Alfons Mucha.